# Arthur Silva
Arthur Silva (sinh ngày 26 tháng 4 năm 1995) là một cầu thủ bóng đá người Brasil.

## Sự nghiệp câu lạc bộ
Arthur Silva hiện đang chơi cho FC Tokyo.